# Lilltansen
Lilltansen este o arie protejată (arie specială de conservare — SAC, sit de importanță comunitară — SCI) din Suedia întinsă pe o suprafață de 0,7 ha, integral pe uscat.

## Localizare
Centrul sitului Lilltansen este situat la coordonatele 60°41′17″N 15°28′16″E / 60.6881°N 15.4712°E.

## Înființare
Situl Lilltansen a fost declarat sit de importanță comunitară în mai 2001 pentru a proteja 2 specii de plante. Situl a fost protejat și ca arie specială de conservare în martie 2011.

## Biodiversitate
Situată în ecoregiunea boreală, aria protejată conține 1 habitat natural: Mlaștini turboase de tranziție și turbării mișcătoare.
La baza desemnării sitului se află mai multe specii protejate de  plante (2): Hamatocaulis lapponicus, Hamatocaulis vernicosus.